# Yeovil Town Football Club
El Yeovil Town Football Club és un club de futbol anglès de la ciutat de Yeovil, Somerset.

## Història

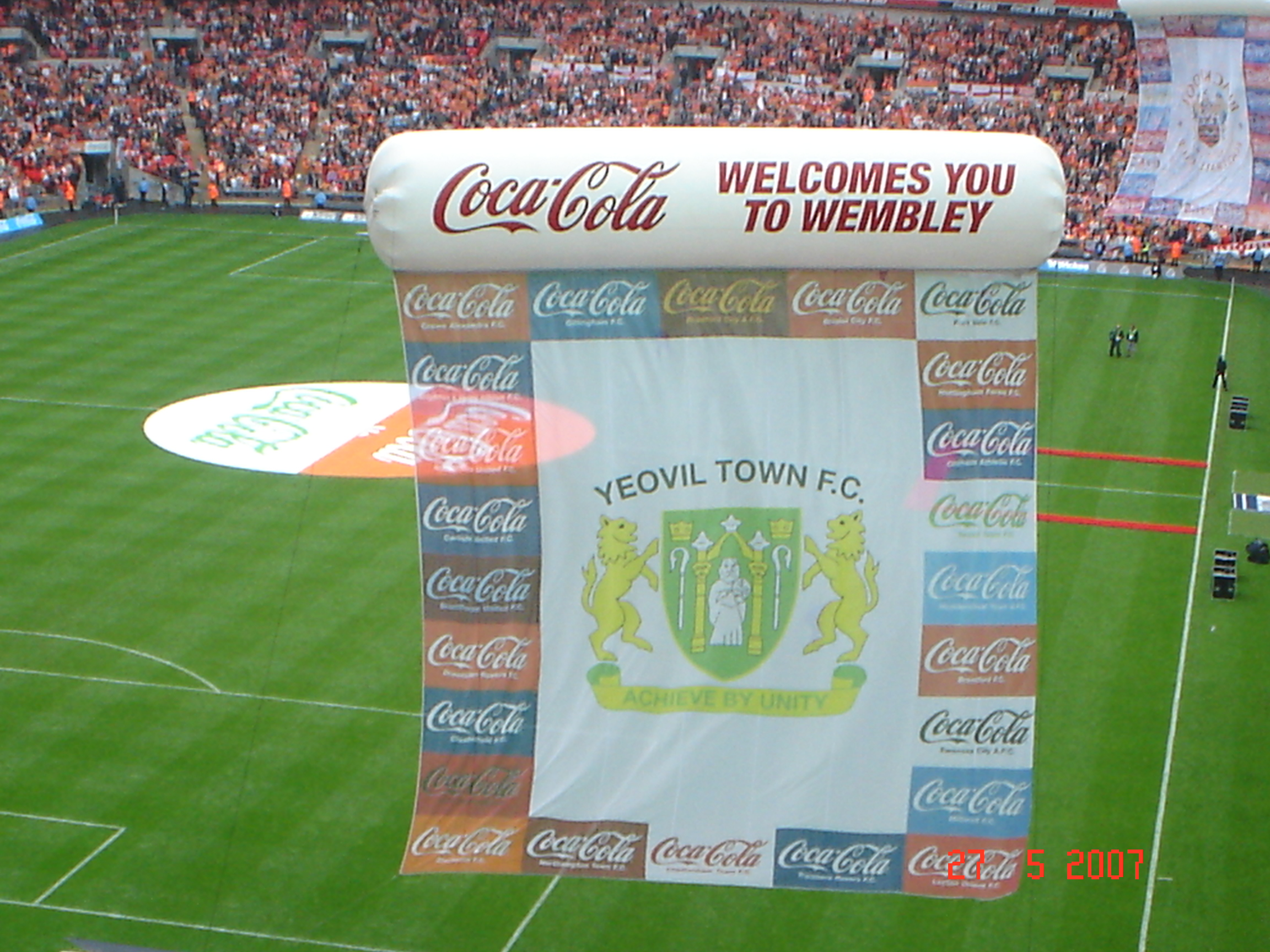
Bandera del Yeovil a Wembley.

El Yeovil Football Club va ser fundat el 1890. Cinc anys més tard fou anomenat Yeovil Casuals FC i començà a jugar al Pen Mill Athletic Ground. El 1907 adoptà el nom Yeovil Town FC, i amb la fusió amb el club Petters United esdevingué Yeovil and Petters United. El nom retornà a Yeovil Town anteriorment a la temporada 1946-47.
El club ha jugat durant més d'un segle fora de la Football League. El club començà a ser conegut quan durant la FA Cup de la temporada 1948-49 eliminà equips com el Sunderland 2-1 a la quarta ronda, però fou vençut pel Manchester United per 8-0 a la següent. Entre 1955 i 1973 es proclamà tres cops campió de la Southern Football League. L'any 1979 fou membre fundador de la Football Conference. L'any 1985 descendí a la Isthmian League. El club es proclamà campió el 1988 i retornà a la Conference. L'any 2002 es proclamà campió del FA Trophy. Finalment es proclamà campió de la Football Conference el 2003 i assolí l'ascens a la Football League per la temporada següent. El 2004-05 es proclamà campió de la League Two. La temporada 2012-13 finalitzà quart a la League One, i disputà les eliminatòries d'ascens, en les quals després de derrotar el Sheffield United i el Brentford FC assolí l'ascens a la Segona Categoria anglesa.

## Palmarès
- Quarta Divisió anglesa:
  - 2004-05
- Football Conference:
  - 2002-03
- FA Trophy:
  - 2002
- Isthmian League:
  - 1987-88, 1996-97
- Southern League:
  - 1954-55, 1963-64, 1970-71
- Southern League Western Division:
  - 1923-24, 1931-32, 1934-35
- Western League:
  - 1921-22, 1924-25, 1929-30, 1934-35
- Somerset Professional Cup:
  - 1912-13, 1929-30, 1930-31, 1932-33, 1934-35, 1937-38, 1938-39, 1949-50, 1950-51, 1953-54, 1954-55, 1955-56, 1956-57 (compartit amb Bristol City), 1961-62, 1962-63, 1964-65, 1968-69 (compartit amb Frome Town), 1972-73, 1975-76, 1978-79, 1996-97, 1997-98, 2004-05
- Western League Cup:[5]
  - 1958-59
- Forse Somerset Charity Cup:[6]
  - 1910-11